# Erra-Imittī
Erra-Imittī (fl. XIX secolo a.C.) è stato un sovrano amorreo dell'età paleo-babilonese.

## Biografia
Erra-Imittī, scritto in cuneiforme d èr-ra-i-mit-ti,  rimase in carica negli anni che vanno da circa il 1805 a circa il 1799 a. C., secondo la cronologia bassa o da circa il 1868 a circa il 1861 a. C., secondo la cronologia media. Fu il nono re della Prima dinastia di Isin e secondo la Lista reale sumerica ha governato per otto anni. Successe a Lipit-Enlil, con il quale ebbe un rapporto incerto. È stato contemporaneo e rivale di due re della, parallela, dinastia di Larsa, Sumuel e Nur-Adad.
Egli deve la sua notorietà , in particolar modo, alle circostanze legate al racconto singolare e leggendario della sua scomparsa.
Durante l'inizio del suo regno, viene registrato il recupero della città di Nippur, nei confronti di Larsa, ma è probabile che questo abbia avuto breve durata. La riconquista della città, infatti,  è nuovamente celebrata dal suo successore Enlil-bani.
I pochi dati sul suo regno, rivengono dall'elenco del nome degli anni, in cui vengono annotati gli eventi più significativi.
Risulta abbia conquistato e distrutto Kisurra, l'attuale Abu-Hatab. Circostanza che sarebbe confermata dal rinvenimento, in quella città, di un sigillo cilindrico, realizzato su un minerale di ematite e appartenuto ad un suo servo e scrivano. Iliška -uṭul, figlio di Sin-ennam.
Il settimo anno del suo regno viene ricordato come, "l'anno [in cui] Erra-Imittī distrusse il muro della città di Kazallu.". Alleata di Larsa e antagonista di Isin e di Babilonia, che, allora, era una sua città vassalla.
Nell'ottavo anno, viene ricordata la realizzazione della cinta muraria di gan-x-Erra-Imittī, forse una nuova città eponima, da lui costruita .
La sua notorietà, tuttavia non è da ascrivere alle sue opere o alle guerre intraprese nei confronti dei sovrani limitrofi, ma ad un episodio legato alla sua scomparsa ed alla sua successione.
Secondo i costumi e la cultura del tempo, quando qualche oscuro presagio faceva temere per la vita del re, per consuetudine, veniva nominato un sostituto, alla stregua di una statuetta inanimata, che assumeva il ruolo del re.
Per un certo periodo, come un capro espiatorio, aveva il compito di attirare su di sé i malefici. Al termine del periodo stabilito, il sostituto sarebbe stato, secondo alcune fonti, ritualmente sacrificato e il re avrebbe ripreso regolarmente il suo trono.
The Chronicle of early kings riferisce che:
(Chronicle of early kings)
A Erra-Imittī, succedette Enlil-Bani, secondo la Lista Reale Sumerica. Altre fonti, tuttavia inseriscono tra i due re ikun-Pi-Ištar, che avrebbe regnato per un periodo che va dai sei mesi a un anno.

### Reperti archeologici
1. ↑  Collezione Schøyen, MS 1686
2. ↑  Sumerian King List extant in 16 copies, Scheda Archiviato il 30 luglio 2016 in Internet Archive. su livius.org.
3. ↑  Cylinder seal BM 130695.
4. ↑  Chronicle of early kings (ABC 20) A 31 to 36 Scheda su Livius org Archiviato il 28 febbraio 2006 in Internet Archive.

### Iscrizioni cuneiformi
1. ↑  BM 85348: mu ús-sa ki-sur-raki dÌr-ra-i-mi-ti ba-an-dib.
2. ↑  YOS 14 319: mu dÌr-ra-i-mi-ti bàd ka-zal-luki ba-gal.
3. ↑  f. mu bad3 gan2-xki-er3-ra-i-mi-ti mu-na-dim2 Fonte
4. ↑  NU-NÍG-SAG-ÍL-e.
5. ↑  pappasu = zuppa d'avena, in CAD “p” vol. 12 (2005), p. 111, un'altra traduzione dice, zuppa o brodo.